# 炎立 (小说)
《炎立》（ほむらたつ）是高橋克彥描寫前九年之役到奧州藤原氏滅亡的歷史小說，後來在1993年時以本書為一二部的原作，由NHK改拍成同名大河劇。
- 第一卷「埋在北方之火」（前九年之役到安倍氏與朝廷方面的動作）
- 第二卷「燃燒的北天」（前九年之役）
- 第三卷「向空之炎」（前九年之役）
- 第四卷「幽暗閃電」（後三年之役）
- 第五卷「光彩樂土」（奧州藤原氏的榮華與滅亡）